# Drużyny Bartoszowe

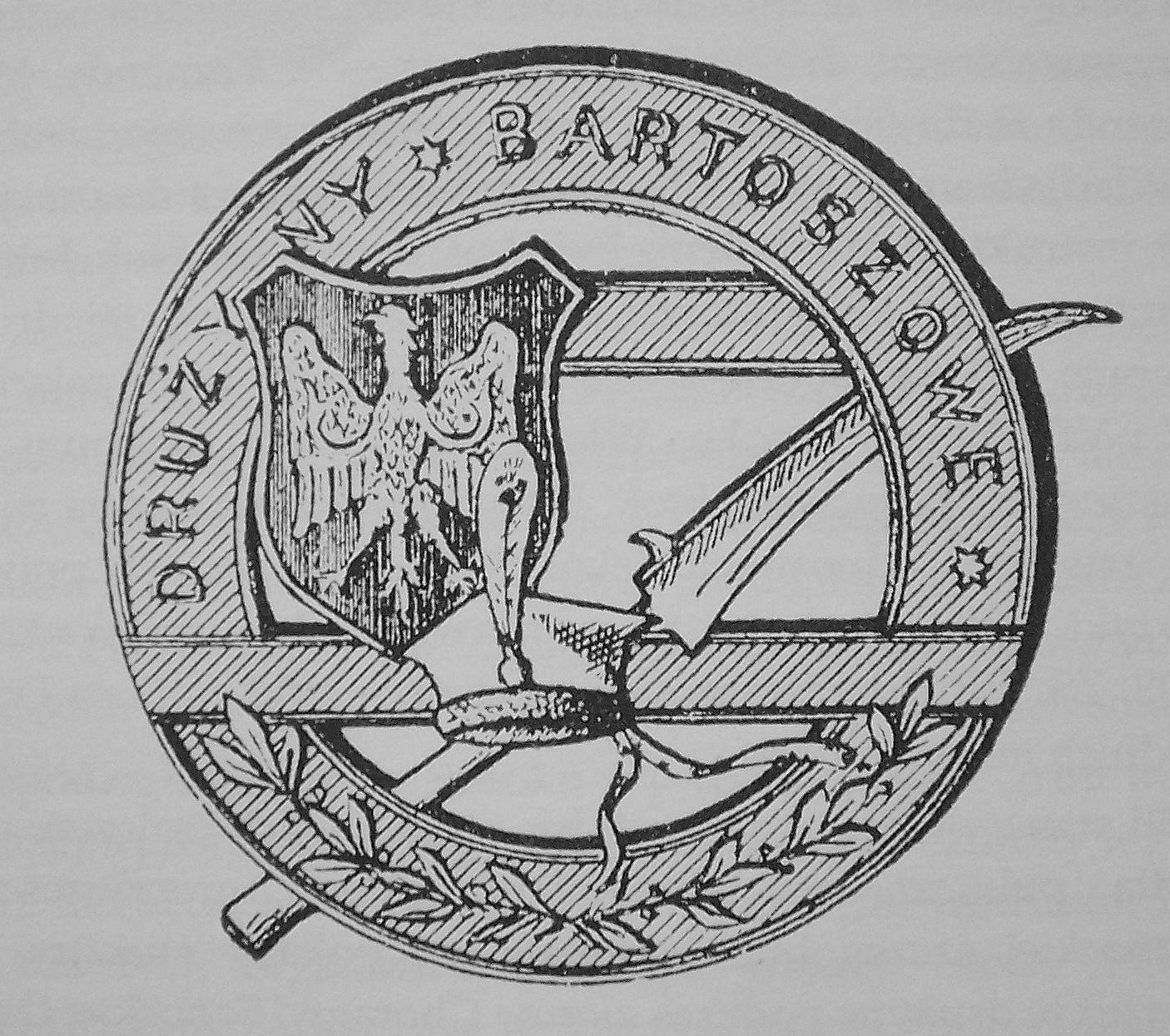
Odznaka członka Drużyn Bartoszowych

Drużyny Bartoszowe – organizacja przysposobienia wojskowego utworzona przez młodzież z grupy Rzeczpospolita w 1908 we Lwowie z inicjatywy Wawrzyńca Dayczaka. 

## Historia
Członkowie Drużyn Bartoszowych wywodzili się z lwowskiej młodzieży studenckiej pochodzącej ze wsi, także z terenów Galicji Wschodniej. Od 1912 funkcjonowały one jako organizacja wojskowa. W 1914 liczyły 280 drużyn, tzw. bartoszowych i ponad 7 tys. członków. Na przełomie lipca i sierpnia 1914 połączyły się z Polowymi Drużynami Sokoła pod egidą Centralnego Komitetu Narodowego we Lwowie i weszły w skład Legionu Wschodniego, zlikwidowanego 21 września 1914. Członkowie Drużyn Bartoszowych weszli w skład powstających formacji wojskowych, uczestnicząc w I wojnie światowej oraz w wojnie polsko-ukraińskiej i polsko-radzieckiej.

## Członkowie
- Roman Abraham,
- Stanisław Bryła – w latach 1910–1914 członek Rady Naczelnej,
- Wawrzyniec Dayczak – założyciel i pierwszy Naczelnik Komendy Głównej,
- Stanisław Bac – drugi naczelnik główny (w latach 1913–1914),
- Bernard Mond.